# Trave
Trave (travovke, prave trave, lat. Poaceae) je naziv za porodicu biljaka jednosupnica koje obilježava neprimjetni cvijet te dugo i usko lišće. Botanički pripadaju redu travolike (Poales).
Trave služe kao hrana brojnih životinja, pogotovo preživača i konja, a neke vrste i u prehrani ljudi, kao što je kukuruz i druga žita, a raširene su po svim naseljenim kontinentima. 

## Opis
Poaceae je peta najveća biljna porodica s 12 000 vrsta (Christenhusz i Byng, 2016.), a uključuje neke vrlo važne vrste za ljudsku prehranu: kukuruz, rižu, pšenicu, ječam i proso, kao i za stočnu hranu (kukuruz), građevinski materijali (bambus i trava za slamnato pokrivanje) i biogoriva (etanol od kukuruza i šećerne trske). Nekoliko vrsta trava udomaćeno je prije tisuće godina i danas su poznate kao žitarice. Na primjer, kukuruz je udomaćen u središnjem Meksiku prije otprilike 10 000 godina (Tian et al., 2020.). Predak kukuruza (divlji srodnik) je teosinte, velika trava. Od svog pripitomljavanja, kukuruz je rasprostranjen po cijelom svijetu i sada je jedan od najvažnijih usjeva u svijetu.
Trave su vrlo važne za ekologiju prirodnih staništa. Travnjaci se mogu naći po cijelom svijetu, održavajući različite prehrambene mreže, kao u afričkim savanama. Trave su također važne komponente šuma, tundri, močvara, pa čak i u morskim staništima. Na primjer, morske trave pružaju hranu i stanište organizmima kao što je sjevernoamerički lamantin (Trichechus manatus), a istovremeno pružaju i odgajalište za mlade mnogih vrsta riba.
Polinežani su donijeli bambus (ohe; Schizostachyum glaucifolium) na Havaje. Koristio se za izradu glazbenih instrumenata (npr. frule). Uveli su i šećernu trsku (kō, Saccharum spp.). Pili trava (Heteropogon contortus), koja je autohtona vrsta trave i važna komponenta sušnih područja, koristila se za slamnato pokrivanje krovova. Okoliš Havaja nije evoluirao s velikim biljojedima kao što su goveda, koze ili jeleni, tako da su domaće trave ozbiljno pogođene uvođenjem ovih velikih biljojeda, kao i uvođenjem neautohtonih trava koje su postale invazivne. Autohtone trave još su uvijek važne u izvornom okolišu, jer su dio podzemlja i ključne su za kontrolu obalne erozije. Na primjer, ʻakiʻaki trava (Sporobolus virginicus) je autohtona vrsta trave koja igra važnu ulogu u smanjenju erozije obalnog okoliša na Havajima.

## Zajedničke karakteristike
Habitus: zeljasto bilje.
Cvjetovi: mali i obično se oprašuju vjetrom. Cvjetovi se formiraju u klas koji se sastoji od mnogo različitih dijelova (glume i lema).
Plodovi i sjemenke: Plod je kariopsis a sjeme ima jedan kotiledon kao i kod ostalih jednosupnica.
Lišće: Listovi su obično naizmjenični i imaju paralelne žile. Baza lista obuhvaća stabljiku biljke stvarajući „lisni omotač” dok je vrh lista (oštrica) odvojen od stabljike.
Stabljike: stabljike su šuplje osim u čvorovima.

## Nova klasifikacija trava (2017.)
Predstavljena je nova svjetska filogenetska klasifikacija od 11 506 vrsta trava u 768 rodova, 12 potporodica, sedam superplemena, 52 plemena, pet superpodplemena i 90 podplemena. Potporodice (silaznim redoslijedom prema broju vrsta) su Pooideae s 3968 vrsta u 202 roda, 15 plemena i 30 podplemena; Panicoideae s 3241 vrstom u 247 rodova, 13 plemena i 19 podplemena; Bambusoideae s 1670 vrsta u 125 rodova, tri plemena i 15 podplemena; Chloridoideae s 1602 vrste u 124 roda, pet plemena i 26 podplemena; Aristidoideae s 367 vrsta u tri roda i jednom plemenu; Danthonioideae s 292 vrste u 19 rodova i jednom plemenu; Micrairoideae sa 184 vrste u osam rodova i tri tribe; Oryzoideae sa 115 vrsta u 19 rodova, četiri plemena i dva podplemena; Arundinoideae s 40 vrsta u 14 rodova, dva plemena i dva podplemena; Pharoideae s 12 vrsta u tri roda i jednom plemenu; Puelioideae s 11 vrsta u dva roda i dva plemena; i Anomochlooideae s četiri vrste u dva roda i dva plemena. Novoopisani taksoni uključuju: nadplemena Melicodae i Nardodae; nadpodplemena Agrostidodinae, Boutelouodinae, Gouiniodinae, Loliodinae i Poodinae; te podplemena Echinopogoninae i Ventenatinae.
U gornjih 12 potporodica priznato je 52 plemena, 90 potplemena i 768 rodova i ukupno 11 506 vrsta (Dodaci I i II, dok. S1). Brojevi rodova i vrsta u svakom od 52 plemena su sljedeći: Ampelodesmeae (1, 1), Andropogoneae (98, 1202), Anomochloeae (1, 1), Aristideae (3, 367), Arundinarieae (31, 581), Arundineae (4, 17), Arundinelleae (3, 86), Atractocarpeae (1, 5), Bambuseae (73, 966), Brachyelytreae (1, 3), Brachypodieae (1, 22), Bromeae (1, 165), Brylkinieae (1, 1), Centotheceae (2, 3), Centropodieae (2, 6), Chasmanthieae (1, 7), Cynodonteae (95, 859), Cyperochloeae (2, 2), Danthonieae (18, 291), Diarrheneae (2, 5), Duthieeae (8, 16), Eragrostideae (14, 489), Ehrharteae (4, 38), Eriachneae (1, 50), Guaduelleae (1, 6), Gynerieae (1, 1), Isachneae ( 6, 119), Lecomtelleae (1, 1), Littledaleeae (1, 4), Lygeeae (1, 1), Meliceae (7, 158), Micraireae (1, 15) Molinieae (14, 178), Nardeae (1, 1), Olyreae (21, 123), Oryzoideae (11, 71), Paniceae (83, 1227), Paspaleae (39, 597), Phaenospermateae (1, 1), Phareae (3, 12), Phyllorachideae (2, 3) ), Poeae (121, 2562), Steyermarkochloeae (2, 2), Stipeae (28, 527), Streptochaeteae (1, 3), Streptogyneae (1, 2), Thysanolaeneae (1, 1), Triraphideae (3, 15), Tristachyideae (8, 87), Triticeae (27, 501), Zeugiteae (4, 17) i Zoysieae (4, 233). Prepoznajemo 90 podplemena (broj rodova, broj vrsta): Aeluropodinae (2, 7), Agrostidinae (11, 409), Airinae (7, 43), Alopecurinae (3, 47), Ammochloinae (1, 3), Andropogoninae (25, 514), Anthephorinae (8, 291), Anthoxanthinae (1, 42), Aristaveninae (1, 51), Arthraxoninae (1, 27), Arthropogoninae (16, 71), Arthrostylidiinae (15, 185), Arundinariinae ( 31, 581), Aveninae (18, 343), Bambusinae (17, 324), Beckmanniinae (4, 6), Boivinellinae (18, 146), Boutelouinae (1, 60), Brizinae (2, 6), Buergersiochloinae (1, 1), Calothecinae (1, 22), Cenchrinae (24, 287), Chinonachninae (5, 15), Chusqueinae (1, 175), Cinninae (5, 13), Coicinae (1, 4), Coleanthinae (10, 156), Cotteinae (4, 28), Crinipinae (4, 10), Cteniinae (1, 20), Cynosurinae (1, 10), Dactylidinae (2, 4), Dactylocteniinae (4, 20), Dichantheliinae (2, 76) ), Dinochloinae (7, 56), Echinopogoninae (5, 20), Eleusininae (27, 231), Eragrostidinae (5, 451), Farragininae (2, 4), Germainiinae (4, 31), Gouiniinae (6, 21) , Greslaniinae (1, 2), Guaduinae (5, 53), Hickeliinae (9, 32), Hilariinae (1, 10), Holcinae (2, 11), Holttumochloinae (3, 6), Hubbardochloinae (8, 27), Ischaeminae (7, 151), Loliinae (9, 659), Melinidinae (13, 166), Melocanninae (9, 99), Miliinae (1, 5), Moliniinae (4, 7), Monanthochloinae (1, 11), Muhlenbergiinae (1, 182), Neurachninae (6, 21), Olyrinae (17, 88), Orcuttiinae (2, 9), Orininae (2, 20), Oryzinae (4, 44), Otachyriinae (5, 34), Panicinae ( 3, 157), Papophorinae (3, 25), Parapholiinae (8, 26), Parianinae (3, 34), Paspalinae (17, 491), Perotidinae (3, 19), Phalaridinae (1, 17), Phleinae (1 , 16), Poinae (1, 550), Racemobambosinae (3, 31), Rottbolliinae (16, 112), Saccharinae (26, 179), Scleropogoninae (6, 15), Scolochloinae (2, 3), Sesleriinae (5, 39), Sporobolinae (2, 221), Temburongiinae (1, 1), Torreyochloinae (2, 16), Traginae (6, 16), Trichoneurinae (1, 8), Triodiinae (1, 69), Tripogoninae (7, 66) ) Tripsacinae (7, 59), Uniolinae (5, 10), Ventenatinae (6, 21), Zaqiqahinae (1, 1), Zizaniinae (7, 27) i Zoysiinae (2, 12).
Izbrojeno je 4783 vrste s poznatim metabolizmom C4 koji se javlja kod Aristidoideae, Chloridoideae, Micrairoideae i Panicoideae ili približno 41,6% trava.

## Potporodice i rodovi
Familia Poaceae Barnhart (12463 spp.)
1. Subfamilia Anomochlooideae Pilg. ex Potztal
  1. Tribus Anomochloeae C. E. Hubb.
    1. Anomochloa Brongn. (1 sp.)

  2. Tribus Streptochaeteae C. E. Hubb.
    1. Streptochaeta Schrad. (3 spp.)
2. Subfamilia Pharoideae L. G. Clark & Judz.
  1. Tribus Phareae Stapf
    1. Pharus R. Br. (7 spp.)
    2. Leptaspis R. Br. (3 spp.)
    3. Scrotochloa Judz. (2 spp.)
3. Subfamilia Puelioideae L. G. Clark
  1. Tribus Atractocarpeae Jacq.-Fél. ex Tzvelev
    1. Puelia Franch. (5 spp.)

  2. Tribus Guaduelleae Soderstr. & R. P. Ellis
    1. Guaduella Franch. (6 spp.)
4. Subfamilia Oryzoideae Kunth ex Beilschm.
  1. Tribus Streptogyneae C. E. Hubb. ex C. E. Calderón & Soderstr.
    1. Streptogyna P. Beauv. (2 spp.)

  2. Tribus Ehrharteae Nevski
    1. Ehrharta Thunb. (24 spp.)
    2. Tetrarrhena R. Br. (4 spp.)
    3. Microlaena R. Br. (8 spp.)
    4. Zotovia Edgar & Connor (3 spp.)

  3. Tribus Oryzeae Dumort
    1. Subtribus Oryzinae Rchb.
      1. Leersia Sol. ex Sw. (18 spp.)
      2. Maltebrunia Kunth (5 spp.)
      3. Prosphytochloa Schweick. (1 sp.)
      4. Oryza L. (23 spp.)

    2. Subtribus Zizaniinae Benth.
      1. Chikusichloa Koidz. (3 spp.)
      2. Hygroryza Nees (1 sp.)
      3. Zizania L. (4 spp.)
      4. Luziola Juss. (11 spp.)
      5. Zizaniopsis Döll & Asch. (6 spp.)

  4. Tribus Phyllorachideae C. E. Hubb.
    1. Phyllorachis Trimen (1 sp.)
    2. Humbertochloa A. Camus & Stapf (2 spp.)
    3. Suddia Renvoize (1 sp.)
5. Subfamilia Bambusoideae Luerss.
  1. Tribus Arundinarieae Hack.
    1. Subtribus Hsuehochloinae D.Z.Li & Y.X.Zhang subtrib. nov.
      1. Hsuehochloa D.Z.Li & Y.X.Zhang (1 sp.)

    2. Subtribus Ampelocalaminae D.Z.Li & Y.X.Zhang subtrib. nov.
      1. Ampelocalamus S.L.Chen, T.H.Wen & G.Y.Sheng (14 spp.)
      2. Drepanostachyum Keng f. (13 spp.)
      3. Himalayacalamus Keng f. (9 spp.)

    3. Subtribus Gaoligongshaniinae D.Z.Li & Y.X. Zhang, subtrib. nov.
      1. Gaoligongshania D.Z.Li Hsueh & N.H.Xia (1 sp.)

    4. Subtribus Thamnocalaminae Keng f.
      1. Oldeania Stapleton (7 spp.)
      2. Kuruna Attigala, Kathr. & L. G. Clark (7 spp.)
      3. Chimonocalamus Hsueh & T. P. Yi (19 spp.)
      4. Tongpeia Stapleton (3 spp.)
      5. Fargesia Franch. (95 spp.)
      6. Thamnocalamus Munro (5 spp.)
      7. Sarocalamus Stapleton (6 spp.)
      8. Bergbambos Stapleton (1 sp.)
      9. Yushania Keng f. (94 spp.)

    5. Subtribus Arundinariinae Bentham
      1. Ravenochloa D. Z. Li & Y. X. Zhang (1 sp.)
      2. Indocalamus sensu auct. (31 spp.)
      3. Oligostachyum Z. P. Wang & G. H. Ye (18 spp.)
      4. Ferrocalamus Hsueh & Keng f. (2 spp.)
      5. Bashania Keng f. & Yi (4 spp.)
      6. Sasa Makino & Shibata (42 spp.)
      7. Indocalamus Nakai (1 sp.)
      8. Gelidocalamus T. H. Wen (14 spp.)
      9. Chimonobambusa Makino (40 spp.)
      10. Sasamorpha Nakai (5 spp.)
      11. Vietnamocalamus T. Q. Nguyen (1 sp.)
      12. ×Hibanobambusa Maruy. & H. Okamura (0 sp.)
      13. Semiarundinaria Makino ex Nakai (8 spp.)
      14. Shibataea Makino (7 spp.)
      15. Phyllostachys Siebold & Zucc. (63 spp.)
      16. Arundinaria Michx. (2 spp.)
      17. Sasaella Makino (11 spp.)
      18. Pleioblastus Nakai (26 spp.)
      19. Pseudosasa Makino ex Nakai (20 spp.)
      20. Sinosasa L. C. Chia ex N. H. Xia, Q. M. Qin & Y. H. Tong (7 spp.)
      21. Kengiochloa Y. H. Tong & N. H. Xia (1 sp.)
      22. Acidosasa C. D. Chu & C. S. Chao (11 spp.)
      23. Khoonmengia N. H. Xia, Y. H. Tong & X. R. Zheng (1 sp.)
      24. Sinobambusa Makino ex Nakai (13 spp.)
      25. Indosasa McClure (19 spp.)

  2. Tribus Olyreae Kunth ex Spenn.
    1. Subtribus Buergersiochloinae (S. T. Blake) L. G. Clark & Judz.
      1. Buergersiochloa Pilg. (1 sp.)

    2. Subtribus Olyrinae Kromb.
      1. Agnesia Zuloaga & Judz. (7 spp.)
      2. Arberella Soderstr. & C. E. Calderón (11 spp.)
      3. Cryptochloa Swallen (9 spp.)
      4. Diandrolyra Stapf (3 spp.)
      5. Ekmanochloa Hitchc. (2 spp.)
      6. Froesiochloa G. A. Black (1 sp.)
      7. Lithachne P. Beauv. (4 spp.)
      8. Maclurolyra C. E. Calderón & Soderstr. (1 sp.)
      9. Mniochloa Chase (1 sp.)
      10. Olyra L. (15 spp.)
      11. Taquara I. L. C. Oliveira & R. P. Oliveira (2 spp.)
      12. Raddiella Swallen (12 spp.)
      13. Piresia Swallen (6 spp.)
      14. Reitzia Swallen (1 sp.)
      15. Raddia Bertol. (11 spp.)
      16. Brasilochloa R. P. Oliveira & L. G. Clark (1 sp.)
      17. Piresiella Judz., Zuloaga & Morrone (1 sp.)
      18. Rehia Fijten (1 sp.)

  3. Tribus Parianinae Hack.
    1. Eremitis Döll (16 spp.)
    2. Pariana Aubl. (33 spp.)
    3. Parianella Hollowell, F. M. Ferreira & R. P. Oliveira (2 spp.)

  4. Tribus Bambuseae Kunth ex Dumort.
    1. Subtribus Chusqueinae Soderstr. & R. P. Ellis
      1. Chusquea Kunth (192 spp.)

    2. Subtribus Guaduinae Soderstr. & Ellis
      1. Tibisia C. D. Tyrrell, Londoño & L. G. Clark (3 spp.)
      2. Otatea (McClure & Sm.) C. E. Calderón & Sodiro (13 spp.)
      3. Olmeca Soderstr. (5 spp.)
      4. Guadua Kunth (33 spp.)
      5. Eremocaulon Soderstr. & Londoño (5 spp.)
      6. Apoclada McClure (1 sp.)

    3. Subtribus Arthrostylidiinae Soderstr. & R. P. Ellis
      1. Glaziophyton Franch. (1 sp.)
      2. Cambajuva P. L. Viana, L. G. Clark & Filg. (1 sp.)
      3. Didymogonyx (L. G. Clark & Londoño) C. D. Tyrrell, L. G. Clark & Londoño (2 spp.)
      4. Elytrostachys McClure (2 spp.)
      5. Rhipidocladum McClure (21 spp.)
      6. Arthrostylidium Rupr. (29 spp.)
      7. Aulonemiella L. G. Clark, Londoño, C. D. Tyrrell & Judz. (2 spp.)
      8. Aulonemia Goudot (48 spp.)
      9. Colanthelia McClure & E. W. Sm. (11 spp.)
      10. Filgueirasia Guala (2 spp.)
      11. Alvimia C. E. Calderón ex Soderstr. & Londoño (3 spp.)
      12. Atractantha McClure (5 spp.)
      13. Actinocladum McClure ex Soderstr. (1 sp.)
      14. Athroostachys Benth. ex Benth. & Hook. fil. (2 spp.)
      15. Merostachys Spreng. (58 spp.)
      16. Myriocladus Swallen (13 spp.)

    4. Subtribus Melocanninae Benth.
      1. Melocanna Trin. in Spreng. (3 spp.)
      2. Cephalostachyum Munro (14 spp.)
      3. Pseudostachyum Munro (1 sp.)
      4. Davidsea Soderstr. & R. P. Ellis (1 sp.)
      5. Ochlandra Thwaites (13 spp.)
      6. Schizostachyum Nees (71 spp.)
      7. Stapletonia P. Singh, S. S. Dash & P. Kumari (3 spp.)
      8. Annamocalamus H. N. Nguyen, N. H. Xia & V. T. Tran (1 sp.)

    5. Subtribus Temburongiinae K. M. Wong
      1. Fimbribambusa Widjaja (4 spp.)
      2. Temburongia S. Dransf. & Wong (1 sp.)

    6. Subtribus Hickeliinae Camus
      1. Hickelia A. Camus (4 spp.)
      2. Nastus Juss. (12 spp.)
      3. Decaryochloa A. Camus (1 sp.)
      4. Sirochloa S. Dransf. (1 sp.)
      5. Cathariostachys S. Dransf. (2 spp.)
      6. Hitchcockella A. Camus (1 sp.)
      7. Perrierbambus A. Camus (2 spp.)
      8. Valiha S. Dransf. (2 spp.)
      9. Sokinochloa S. Dransf. (7 spp.)

    7. Subtribus Racemobambosinae Stapleton
      1. Chloothamnus Buse (11 spp.)
      2. Racemobambos Holttum (19 spp.)
      3. Widjajachloa K. M. Wong & S. Dransf. (1 sp.)

    8. Subtribus Mullerochloinae ined.
      1. Mullerochloa K. M. Wong (1 sp.)

    9. Subtribus Greslaniinae K. M. Wong & W. L. Goh
      1. Greslania Balansa (2 spp.)

    10. Subtribus Dinochloinae K. M. Wong & W. L. Goh
      1. Pinga Widjaja (1 sp.)
      2. Neololeba Widjaja (5 spp.)
      3. Parabambusa Widjaja (1 sp.)
      4. Dinochloa Buse (47 spp.)
      5. Cyrtochloa S. Dransf. (7 spp.)
      6. Sphaerobambos S. Dransf. (3 spp.)

    11. Subtribus Bambusinae J. Presl
      1. Kinabaluchloa K. M. Wong (2 spp.)
      2. Holttumochloa K. M. Wong (4 spp.)
      3. Nianhochloa H. N. Nguyen & V. T. Tran (1 sp.)
      4. Bonia Balansa (5 spp.)
      5. Laobambos Haev., Lamxay & D. Z. Li (1 sp.)
      6. Neomicrocalamus Keng fil. (3 spp.)
      7. Temochloa S. Dransf. (1 sp.)
      8. Soejatmia K. M. Wong (1 sp.)
      9. Pseudoxytenanthera Soderstr. & R. P. Ellis (5 spp.)
      10. Maclurochloa K. M. Wong (4 spp.)
      11. Melocalamus Benth. (17 spp.)
      12. Bambusa Schreb. (154 spp.)
      13. Dendrocalamus Nees (79 spp.)
      14. Gigantochloa Kurz (68 spp.)
      15. Phuphanochloa Sungkaew & Teerawat. (1 sp.)
      16. Oreobambos K. Schum. (1 sp.)
      17. Oxytenanthera Munro (1 sp.)
      18. Vietnamosasa T. Q. Nguyen (3 spp.)
      19. Thyrsostachys Gamble (2 spp.)
      20. Cochinchinochloa H. N. Nguyen & V. T. Tran (1 sp.)
      21. Yersinochloa H. N. Nguyen & V. T. Tran (1 sp.)
      22. Ruhooglandia S. Dransf. & K. M. Wong (1 sp.)
6. Subfamilia Pooideae Benth.
  1.     1. Tribus Brachyelytreae Ohwi
      1. Brachyelytrum P. Beauv. (3 spp.)

    2. Tribus Nardeae W. D. J. Koch
      1. Nardus L. (1 sp.)

    3. Tribus Lygeae J. Presl
      1. Lygeum Loefl. ex L. (1 sp.)

    4. Tribus Phaenospermateae Renvoize & Clayton
      1. Stephanachne Keng (3 spp.)
      2. Sinochasea Keng (1 sp.)
      3. Phaenosperma Benth. (1 sp.)
      4. Danthoniastrum (Holub) Holub (3 spp.)
      5. Duthiea Hack. ex. Procop.-Procop (3 spp.)
      6. Metcalfia Conert (1 sp.)
      7. Anisopogon R. Br. (1 sp.)
      8. Pseudodanthonia Bor & C. E. Hubb. (1 sp.)

    5. Tribus Meliceae Rchb.
      1. Brylkinia F. Schmidt (1 sp.)
      2. Glyceria R. Br. (41 spp.)
      3. Lycochloa Sam. (1 sp.)
      4. Melica L. (91 spp.)
      5. Pleuropogon R. Br. (5 spp.)
      6. Schizachne Hack. (1 sp.)
      7. Koordersiochloa Merr. (2 spp.)
      8. Triniochloa Hitchc. (6 spp.)

    6. Tribus Stipeae Dumort.
      1. Macrochloa Kunth (2 spp.)
      2. Ampelodesmos Link (1 sp.)
      3. Psammochloa Hitchc. (1 sp.)
      4. Neotrinia (Tzvelev) M. Nobis, P. D. Gudkova & A. Nowak (2 spp.)
      5. Oryzopsis Michx. (1 sp.)
      6. Trikeraia Bor (2 spp.)
      7. Barkworthia Romasch., P. M. Peterson & Soreng (1 sp.)
      8. Piptatherum P. Beauv. (29 spp.)
      9. Stipa L. (135 spp.)
      10. Ptilagrostis Griseb. (16 spp.)
      11. Orthoraphium Nees (1 sp.)
      12. Patis Ohwi (3 spp.)
      13. Piptochaetium C. Presl (37 spp.)
      14. Piptatheropsis Romasch., P. M. Peterson & Soreng (5 spp.)
      15. Ptilagrostiella Romasch., P. M. Peterson & Soreng (1 sp.)
      16. Ortachne Steud. (3 spp.)
      17. Anatherostipa (Hack. ex Kuntze) Peñail. (11 spp.)
      18. Aciachne Benth. (3 spp.)
      19. Hesperostipa (Elias) Barkworth (5 spp.)
      20. Celtica F. M. Vázquez & Barkworth (1 sp.)
      21. Jarava p. p. (1 sp.)
      22. Pappostipa (Speg.) Romasch., P. M. Peterson & Soreng (32 spp.)
      23. Achnatherum p. p. (3 spp.)
      24. Anemanthele Veldkamp (1 sp.)
      25. Austrostipa S. W. L. Jacobs & J. Everett (64 spp.)
      26. Achnatherum P. Beauv. (24 spp.)
      27. Timouria Roshev. (3 spp.)
      28. Oloptum Röser & Hamasha (1 sp.)
      29. Stipellula Röser & Hamasha (5 spp.)
      30. Eriocoma Nutt. (28 spp.)
      31. ×Eriosella Romasch. (1 sp.)
      32. Pseudoeriocoma Romasch., P. M. Peterson & Soreng (6 spp.)
      33. Thorneochloa Romasch., P. M. Peterson & Soreng (1 sp.)
      34. Jarava Ruiz & Pav. (31 spp.)
      35. Amelichloa Arriaga & Barkworth (5 spp.)
      36. Nassella (Trin.) É. Desv. (118 spp.)

    7. Tribus Diarrheneae Tateoka ex C. S. Campb.
      1. Diarrhena P. Beauv. (2 spp.)
      2. Neomolinia Honda (3 spp.)

    8. Tribus Brachypodieae Harz
      1. Brachypodium P. Beauv. (25 spp.)

    9. Tribus Poeae R. Br.
      1. Subtribus Anthoxanthinae A. Gray
        1. Hierochloe R. Br. (42 spp.)
        2. Anthoxanthum L. (13 spp.)

      2. Subtribus Hypseochloinae Röser & Tkach
        1. Hypseochloa C. E. Hubb. (2 spp.)

      3. Subtribus Brizinae Tzvelev
        1. Airopsis Desv. (1 sp.)
        2. Briza L. (3 spp.)

      4. Subtribus Incertae sedis
        1. Macrobriza (Tzvelev) Tzvelev (1 sp.)

      5. Subtribus Echinopogoninae Soreng
        1. Ancistragrostis S. T. Blake (1 sp.)
        2. Dichelachne Endl. (10 spp.)
        3. Echinopogon P. Beauv. (7 spp.)
        4. Pentapogon R. Br. (1 sp.)
        5. Relchela Steud. (1 sp.)

      6. Subtribus Calothecinae Soreng
        1. Chascolytrum Desv. (25 spp.)

      7. Subtribus Agrostidinae Fr.
        1. Agrostula P. M. Peterson, Romasch., Soreng & Sylvester (1 sp.)
        2. Calamagrostis Adans. (89 spp.)
        3. Gastridium P. Beauv. (3 spp.)
        4. Triplachne Link (1 sp.)
        5. Podagrostis (Griseb.) Scribn. & Merr. (11 spp.)
        6. Agrostis L. (197 spp.)
        7. ×Agropogon P. Fourn. (2 spp.)
        8. Polypogon Desf. (15 spp.)
        9. Lachnagrostis Trin. (40 spp.)
        10. Deyeuxia Clarion (118 spp.)
        11. Chaetotropis Kunth (5 spp.)
        12. Bromidium Nees & Meyen (5 spp.)

      8. Subtribus Torreyochloinae Soreng & J. I. Davis
        1. Amphibromus Nees (11 spp.)
        2. Torreyochloa Church (4 spp.)

      9. Subtribus Phalaridinae Fr.
        1. Phalaris L. (20 spp.)

      10. Subtribus Aveninae J. Presl
        1. Avena L. (25 spp.)
        2. Arrhenatherum P. Beauv. (5 spp.)
        3. Tricholemma (Röser) Röser (2 spp.)
        4. Helictotrichon Besser ex Schult. & Schult. fil. (32 spp.)
        5. ×Trisetopsotrichon Röser & A. Wölk (1 sp.)
        6. Lagurus L. (1 sp.)
        7. Tzveleviochloa Röser & A. Wölk (5 spp.)

      11. Subtribus Koeleriinae Asch. & Graebn.
        1. Acrospelion Besser ex Roem. & Schult. (8 spp.)
        2. Trisetum Pers. (3 spp.)
        3. Graphephorum Desv. (4 spp.)
        4. Trisetum s. lat. (20 spp.)
        5. ×Trisetokoeleria Tzvelev (2 spp.)
        6. Rostraria Trin. (13 spp.)
        7. Avellinia Parl. (2 spp.)
        8. Trisetaria Forssk. (16 spp.)
        9. Gaudinia P. Beauv. (4 spp.)
        10. Koeleria Pers. (77 spp.)
        11. Sibirotrisetum Barberá, Soreng, Romasch., Quintanar & P. M. Peterson (7 spp.)
        12. Limnodea L. H. Dewey ex Coult. (1 sp.)
        13. Sphenopholis Scribn. (6 spp.)
        14. Peyritschia E. Fourn. ex Benth. & Hook. fil. (31 spp.)
        15. Laegaardia P. M. Peterson, Soreng, Romasch. & Barberá (1 sp.)
        16. Paramochloa P. M. Peterson, Soreng, Romasch. & Barberá (2 spp.)
        17. Greeneochloa P. M. Peterson, Soreng, Romasch. & Barberá (2 spp.)
        18. Cinnagrostis Griseb. (62 spp.)
        19. Trisetopsis Röser & A. Wölk (28 spp.)

      12. Subtribus Airinae Fr.
        1. Helictochloa Romero Zarco (26 spp.)
        2. Molineriella Rouy (3 spp.)
        3. Antinoria Parl. (2 spp.)
        4. Aira L. (11 spp.)
        5. Avenella (Bluff & Fingerh.) Drejer (1 sp.)
        6. Corynephorus P. Beauv. (5 spp.)
        7. Periballia Trin. (1 sp.)

      13. Subtribus Holcinae Dumort.
        1. Holcus L. (12 spp.)
        2. Vahlodea Fr. (1 sp.)

      14. Subtribus Sesleriinae Parl.
        1. Sesleriella Deyl (1 sp.)
        2. Oreochloa Link (4 spp.)
        3. Mibora Adans. (2 spp.)
        4. Psilathera Link (1 sp.)
        5. Sesleria Scop. (29 spp.)
        6. Echinaria Desf. (1 sp.)

      15. Subtribus Scolochloinae Tzvelev
        1. Scolochloa Link (2 spp.)
        2. Dryopoa Vickery (1 sp.)

      16. Subtribus Loliinae Dumort.
        1. Leucopoa Griseb. (14 spp.)
        2. Drymochloa Holub (6 spp.)
        3. Castellia Tineo (1 sp.)
        4. Festuca L. (667 spp.)
        5. ×Festulolium Asch. & Graebn. (5 spp.)
        6. Lolium L. (29 spp.)
        7. Pseudobromus K. Schum. (6 spp.)

      17. Subtribus Dactylidinae Stapf
        1. Dactylis L. (4 spp.)
        2. Lamarckia Moench (1 sp.)

      18. Subtribus Ammochloinae Tzvelev
        1. Ammochloa Boiss. (3 spp.)

      19. Subtribus Cynosurinae Fr.
        1. Cynosurus L. (10 spp.)

      20. Subtribus Parapholiinae Caro
        1. Sphenopus Trin. (2 spp.)
        2. Agropyropsis (Batt. & Trab.) A. Camus (1 sp.)
        3. Cutandia Willk. (6 spp.)
        4. Catapodium Link (5 spp.)
        5. Desmazeria Dumort. (4 spp.)
        6. Parapholis C. E. Hubb. (7 spp.)
        7. Vulpiella (Batt. & Trab.) Burollet (2 spp.)

      21. Subtribus Aristaveninae F. Albers & Butzin
        1. Deschampsia P. Beauv. (71 spp.)

      22. Subtribus Coleanthinae Rchb.
        1. Catabrosa P. Beauv. (5 spp.)
        2. ×Catanellia L. J. Gillespie & Soreng (1 sp.)
        3. Hyalopodium Röser & Tkach (2 spp.)
        4. Catabrosella (Tzvelev) Tzvelev (6 spp.)
        5. Hyalopoa (Tzvelev) Tzvelev (7 spp.)
        6. Arctohyalopoa Röser & Tkach (4 spp.)
        7. Paracolpodium (Tzvelev) Tzvelev (5 spp.)
        8. Coleanthus Seidel (1 sp.)
        9. Phippsia (Trin.) R. Br. (3 spp.)
        10. ×Pucciphippsia Tzvelev (2 spp.)
        11. Puccinellia Parl. (134 spp.)
        12. Sclerochloa P. Beauv. (2 spp.)
        13. Colpodium Trin. (9 spp.)

      23. Subtribus Avenulinae Röser & Tkach
        1. Avenula (Dumort.) Dumort. (1 sp.)

      24. Subtribus Miliinae Dumort.
        1. Milium L. (7 spp.)

      25. Subtribus Phleinae Dumort.
        1. Phleum L. (17 spp.)

      26. Subtribus Poinae Dumort.
        1. Poa L. (589 spp.)
        2. Oreopoa H. Scholz & Parolly (1 sp.)

      27. Subtribus Incertae sedis
        1. Arctopoa (Griseb.) Prob. (5 spp.)
        2. ×Dupontopoa Prob. (1 sp.)

      28. Subtribus Cinninae Caruel
        1. Agrostopoa Davidse, Soreng & P. M. Peterson (3 spp.)
        2. Aniselytron Merr. (5 spp.)
        3. Cinna L. (4 spp.)
        4. Simplicia Kirk (3 spp.)

      29. Subtribus HSAQN clade
        1. Arctagrostis Griseb. (1 sp.)
        2. Hookerochloa E. B. Alexeev (2 spp.)
        3. Saxipoa Soreng, L. J. Gillespie & S. W. L. Jacobs (1 sp.)
        4. Sylvipoa Soreng, L. J. Gillespie & S. W. L. Jacobs (1 sp.)
        5. Nicoraepoa Soreng & L. J. Gillespie (7 spp.)

      30. Subtribus Beckmanninae Nevski
        1. Beckmannia Host (2 spp.)
        2. Pholiurus Trin. (1 sp.)
        3. Pseudophleum Dogan (2 spp.)
        4. Rhizocephalus Boiss. (1 sp.)
        5. Brizochloinae Röser & Tkach ( sp.)
        6. Brizochloa Jirasek & Chrtek (1 sp.)

      31. Subtribus DAD clade
        1. Dupontia R. Br. (4 spp.)
        2. ×Duarctopoa Soreng & L. J. Gillespie (1 sp.)
        3. Dupontiopsis Soreng, L. J. Gillespie & Koba (1 sp.)

      32. Subtribus Alopecurinae Dumort.
        1. Alopecurus L. (44 spp.)
        2. Cornucopiae L. (2 spp.)
        3. Limnas Trin. (3 spp.)

      33. Subtribus Ventenatinae Holub ex L. J. Gillespie, Cabi & Soreng
        1. Apera Adans. (5 spp.)
        2. Bellardiochloa Chiov. (6 spp.)
        3. Nephelochloa Boiss. (1 sp.)
        4. Ventenata Koeler (4 spp.)
        5. Parvotrisetum Chrtek (1 sp.)
        6. Gaudiniopsis (Boiss.) Eig (5 spp.)

    10. Tribus Littledaleeae Soreng & J. I. Davis
      1. Littledalea Hemsl. (4 spp.)

    11. Tribus Bromeae Dumort.
      1. Bromus L. (173 spp.)

    12. Tribus Triticeae Dumort.
      1. Anthosachne Steud. (11 spp.)
      2. Connorochloa Barkworth, S. W. L. Jacobs & H. Q. Zhang (1 sp.)
      3. Elymus L. (222 spp.)
      4. Thinoelymus Banfi (3 spp.)
      5. ×Agroelymus G. Camus ex A. Camus (5 spp.)
      6. ×Elyleymus Baum (11 spp.)
      7. ×Agrositanion Bowden (2 spp.)
      8. ×Pseudelymus Barkworth & D. R. Dewey (1 sp.)
      9. ×Agrotrigia Tzvelev (6 spp.)
      10. Pauneroa V. Lucía, E. Rico, K. Anamth.-Jon. & M. M. Mart. Ort. (1 sp.)
      11. Pseudoroegneria (Nevski) Á. Löve (14 spp.)
      12. Pascopyrum Á. Löve (1 sp.)
      13. Douglasdeweya C. Yen, J. L. Yang & B. R. Baum (2 spp.)
      14. Agropyron Gaertn. (13 spp.)
      15. Kengyilia C. Yen & J. L. Yang (30 spp.)
      16. xLeymostachys Tzvelev (1 sp.)
      17. xLeymotrigia Tzvelev (7 spp.)
      18. Leymus Hochst. (68 spp.)
      19. Psathyrostachys Nevski (10 spp.)
      20. Taeniatherum Nevski (1 sp.)
      21. Crithopsis Jaub. & Spach (1 sp.)
      22. Heteranthelium Hochst. ex Jaub. & Spach (1 sp.)
      23. Hordeum L. (41 spp.)
      24. xElyhordeum Mansf. ex Cziczin & Petr. (27 spp.)
      25. Hordelymus (Jess.) Harz (1 sp.)
      26. Festucopsis (C. E. Hubb.) Melderis (2 spp.)
      27. Peridictyon Seberg, Fred. & Baden (1 sp.)
      28. Eremopyrum (Ledeb.) Jaub. & Spach (6 spp.)
      29. Secale L. (7 spp.)
      30. Henrardia C. E. Hubb. (3 spp.)
      31. Stenostachys Turcz. (4 spp.)
      32. Australopyrum (Tzvelev) Á. Löve (5 spp.)
      33. Dasypyrum (Coss. & Durieu) T. Durand (2 spp.)
      34. Thinopyrum Á. Löve (14 spp.)
      35. Triticum L. (16 spp.)
      36. ×Triticosecale Wittm. (1 sp.)
      37. ×Trititrigia Tzvelev (0 sp.)
      38. ×Haynaldoticum Cif. & Giacom. (0 sp.)
      39. ×Tritordeum Asch. & Graebn. (0 sp.)
      40. Aegilops L. (21 spp.)
      41. Amblyopyrum (Jaub. & Spach) Eig (1 sp.)
      42. ×Aegilotriticum P. Fourn. (0 sp.)
7. Subfamilia Aristidoideae Caro
  1. Tribus Aristideae C. E. Hubb.
    1. Aristida L. (297 spp.)
    2. Sartidia De Winter (6 spp.)
    3. Stipagrostis Nees (62 spp.)
8. Subfamilia Panicoideae A. Braun
  1. Tribus Basal clade
    1. Alloeochaete C. E. Hubb. (6 spp.)
    2. Dichaetaria Nees ex Steud. (1 sp.)

  2. Tribus Thysanolaeneae C. E. Hubb.
    1. Thysanolaena Nees (1 sp.)

  3. Tribus Cyperochloeae L. Watson & Dallwitz ex Sánchez-Ken & L. G. Clark
    1. Cyperochloa Lazarides & L. Watson (1 sp.)
    2. Spartochloa C. E. Hubb. (1 sp.)

  4. Tribus Centotheceae Ridl.
    1. Megastachya P. Beauv. (2 spp.)
    2. Centotheca Desv. (4 spp.)

  5. Tribus Chasmanthieae W. V. Br. & D. N. Sm. ex Sánchez-Ken & L. G. Clark
    1. Chasmanthium Link (6 spp.)
    2. Bromuniola Stapf & C. E. Hubb. (1 sp.)

  6. Tribus Zeugiteae Sánchez-Ken & L. G. Clark
    1. Chevalierella A. Camus (1 sp.)
    2. Lophatherum Brongn. (2 spp.)
    3. Orthoclada P. Beauv. (2 spp.)
    4. Zeugites P. Browne (11 spp.)
    5. Pohlidium Davidse, Soderstr. & R. P. Ellis (1 sp.)

  7. Tribus Steyermarkochloeae Davidse & Ellis
    1. Steyermarkochloa Davidse & Ellis (1 sp.)
    2. Arundoclaytonia Davidse & R. P. Ellis (2 spp.)

  8. Tristachyideae Sánchez-Ken & L. G. Clark
    1. Danthoniopsis Stapf (16 spp.)
    2. Gilgiochloa Pilg. (1 sp.)
    3. Loudetia Hochst. (23 spp.)
    4. Trichopteryx Nees (5 spp.)
    5. Loudetiopsis Conert (11 spp.)
    6. Dilophotriche (C. E. Hubb.) Jacq.-Fél. (3 spp.)
    7. Tristachya Nees (23 spp.)
    8. Zonotriche (C. E. Hubb.) J. B. Phipps (3 spp.)

  9. Tribus Gynerieae Sánchez-Ken & L. G. Clark
    1. Gynerium Willd. ex P. Beauv. (1 sp.)

  10. Tribus Lecomtelleae Potztal
    1. Lecomtella A. Camus (1 sp.)

  11. Tribus Paniceae R. Br.
    1. Subtribus Anthephorinae Benth.
      1. Anthephora Schreb. (12 spp.)
      2. Chaetopoa C. E. Hubb. (2 spp.)
      3. Chlorocalymma Clayton (1 sp.)
      4. Digitaria Haller (255 spp.)
      5. Trichachne Nees (16 spp.)
      6. Leptoloma Chase (8 spp.)
      7. Tarigidia Stent (2 spp.)
      8. Taeniorhachis Cope (1 sp.)
      9. Thyridachne C. E. Hubb. (1 sp.)
      10. Trachys Pers. (4 spp.)

    2. Subtribus Dichantheliinae Zuloaga
      1. Adenochloa Zuloaga (14 spp.)
      2. Dichanthelium (Hitchc. & Chase) Gould (108 spp.)

    3. Subtribus Boivinellinae Pilg.
      1. Acroceras Stapf (18 spp.)
      2. Alloteropsis J. Presl (5 spp.)
      3. Amphicarpum Raf. (2 spp.)
      4. Pseudechinolaena Stapf (5 spp.)
      5. Cyphochlaena Hack. (2 spp.)
      6. Poecilostachys Hack. (11 spp.)
      7. Oplismenus P. Beauv. (14 spp.)
      8. Cyrtococcum Stapf (15 spp.)
      9. Entolasia Stapf (6 spp.)
      10. Lasiacis (Griseb.) Hitchc. (15 spp.)
      11. Mayariochloa Salariato, Morrone & Zuloaga (1 sp.)
      12. Parodiophyllochloa Zuloaga & Morrone (6 spp.)
      13. Morronea Zuloaga & Scataglini (6 spp.)
      14. Pseudolasiacis (A. Camus) A. Camus (3 spp.)
      15. Microcalamus Franch. (1 sp.)
      16. Chasechloa A. Camus (3 spp.)
      17. Ottochloa Dandy (3 spp.)
      18. Echinochloa P. Beauv. (40 spp.)

    4. Subtribus Neurachninae Clayton & Renvoize
      1. Ancistrachne S. T. Blake (3 spp.)
      2. Neurachne R. Br. (8 spp.)
      3. Thyridolepis S. T. Blake (3 spp.)

    5. Subtribus Cleistochloinae E. J. Thomps.
      1. Cleistochloa C. E. Hubb. (2 spp.)
      2. Calyptochloa C. E. Hubb. (4 spp.)
      3. Dimorphochloa S. T. Blake (1 sp.)
      4. Simonachne E. J. Thomps. (1 sp.)

    6. Subtribus incertae sedis
      1. Homopholis C. E. Hubb. (1 sp.)
      2. Walwhalleya Wills & J. J. Bruhl (4 spp.)

    7. Subtribus Melinidinae Stapf
      1. Chaetium Nees (3 spp.)
      2. Eccoptocarpha Launert (1 sp.)
      3. Eriochloa Kunth (35 spp.)
      4. Rupichloa Salariato & Morrone (2 spp.)
      5. Thuarea Pers. (2 spp.)
      6. Urochloa P. Beauv. (98 spp.)
      7. Brachiaria (Trin.) Griseb. (42 spp.)
      8. Scutachne Hitchc. & Chase (1 sp.)
      9. Megathyrsus (Pilg.) B. K. Simon & S. W. L. Jacobs (3 spp.)
      10. Yvesia A. Camus (1 sp.)
      11. Leucophrys Rendle (1 sp.)
      12. Melinis P. Beauv. (23 spp.)
      13. Moorochloa Veldkamp (3 spp.)
      14. Tricholaena Schrad. (4 spp.)

    8. Subtribus Panicinae Fr.
      1. Panicum L. (251 spp.)
      2. Cnidochloa Zuloaga (1 sp.)
      3. Yakirra Lazarides & R. D. Webster (7 spp.)
      4. Arthragrostis Lazarides (4 spp.)
      5. Louisiella C. E. Hubb. & J. Léonard (3 spp.)

    9. Subtribus Cenchrinae Dumort.
      1. Stenotaphrum Trin. (8 spp.)
      2. Stereochlaena Hack. (4 spp.)
      3. Streptolophus Hughes (1 sp.)
      4. Cenchrus L. (123 spp.)
      5. Acritochaete Pilg. (1 sp.)
      6. Alexfloydia B. K. Simon (1 sp.)
      7. Paractaenum P. Beauv. (2 spp.)
      8. Pseudochaetochloa Hitchc. (1 sp.)
      9. Zygochloa S. T. Blake (1 sp.)
      10. Hygrochloa Lazarides (2 spp.)
      11. Uranthoecium Stapf (1 sp.)
      12. Whiteochloa C. E. Hubb. (6 spp.)
      13. Chamaeraphis R. Br. (1 sp.)
      14. Pseudoraphis Griff. (8 spp.)
      15. Dissochondrus (Hillebr.) Kuntze ex Hack. (1 sp.)
      16. Xerochloa R. Br. (3 spp.)
      17. Spinifex L. (4 spp.)
      18. Setaria P. Beauv. (111 spp.)
      19. Paspalidium Stapf (32 spp.)
      20. Holcolemma Stapf & C. E. Hubb. (4 spp.)
      21. Setariopsis Scribn. & Millsp. (2 spp.)
      22. Ixophorus Schltdl. (1 sp.)
      23. Zuloagaea Bess (1 sp.)
      24. Paratheria Griseb. (2 spp.)

    10. Subtribus Paniceae incertae sedis
      1. Hydrothauma C. E. Hubb. (1 sp.)
      2. Hylebates Chippind. (2 spp.)
      3. Oryzidium C. E. Hubb. & Schweick. (1 sp.)
      4. Thedachloa S. W. L. Jacobs (1 sp.)
      5. Kellochloa Lizarazu, Nicola & Scataglini (2 spp.)
      6. Trichanthecium Zuloaga & Morrone (39 spp.)
      7. Sacciolepis Nash (29 spp.)

  12. Tribus Paspaleae Rchb.
    1. Subtribus Basal Paspaleae
      1. Reynaudia Kunth (1 sp.)

    2. Subtribus Paspalinae Griseb.
      1. Acostia Swallen (1 sp.)
      2. Axonopus P. Beauv. (93 spp.)
      3. Baptorhachis Clayton & Renvoize (1 sp.)
      4. Echinolaena Desv. (4 spp.)
      5. Gerritea Zuloaga, Morrone & Killeen (1 sp.)
      6. Ichnanthus P. Beauv. (26 spp.)
      7. Hildaea C. Silva & R. P. Oliveira (6 spp.)
      8. Oedochloa C. Silva & R. P. Oliveira (9 spp.)
      9. Ocellochloa Zuloaga & Morrone (13 spp.)
      10. Paspalum L. (384 spp.)
      11. Anthaenantiopsis Mez ex Pilg. (4 spp.)
      12. Aakia J. R. Grande (1 sp.)
      13. Osvaldoa J. R. Grande (1 sp.)
      14. Hopia Zuloaga & Morrone (1 sp.)
      15. Renvoizea Zuloaga & Morrone (10 spp.)
      16. Streptostachys Desv. (2 spp.)
      17. Anthaenantia P. Beauv. (4 spp.)

    3. Subtribus Otachyriinae Butzin
      1. Hymenachne P. Beauv. (16 spp.)
      2. Otachyrium Nees (8 spp.)
      3. Steinchisma Raf. (8 spp.)
      4. Plagiantha Renvoize (1 sp.)
      5. Rugoloa Zuloaga (3 spp.)

    4. Subtribus Arthropogoninae Butzin
      1. Apochloa Zuloaga & Morrone (15 spp.)
      2. Arthropogon Nees (5 spp.)
      3. Altoparadisium Filg., Davidse, Zuloaga & Morrone (2 spp.)
      4. Canastra Morrone, Zuloaga, Davidse & Filg. (2 spp.)
      5. Homolepis Chase (5 spp.)
      6. Oplismenopsis Parodi (1 sp.)
      7. Phanopyrum (Raf.) Nash (1 sp.)
      8. Stephostachys Zuloaga & Morrone (1 sp.)
      9. Cyphonanthus Zuloaga & Morrone (1 sp.)
      10. Oncorachis Morrone & Zuloaga (2 spp.)
      11. Coleataenia Griseb. (14 spp.)
      12. Triscenia Griseb. (1 sp.)
      13. Keratochlaena Morrone & Zuloaga (1 sp.)
      14. Mesosetum Steud. (28 spp.)
      15. Tatianyx Zuloaga & Soderstr. (1 sp.)

  13. Tribus Arundinelleae Stapf
    1. Arundinella Raddi (57 spp.)
    2. Garnotia Brongn. (29 spp.)

  14. Tribus Jansenelleae Voronts.
    1. Jansenella Bor (2 spp.)
    2. Chandrasekharania V. J. Nair, V. S. Ramach. & Sreek. (1 sp.)

  15. Tribus Andropogoneae Dumort.
    1. Subtribus incertae sedis
      1. Thelepogon Roth ex Roem. & Schult. (1 sp.)
      2. Lasiurus Boiss. (2 spp.)

    2. Subtribus Arthraxoninae Benth.
      1. Arthraxon P. Beauv. (19 spp.)

    3. Subtribus Tripsacinae Dumort.
      1. Zea L. (5 spp.)
      2. Tripsacum L. (16 spp.)

    4. Subtribus Chionachninae Clayton
      1. Chionachne R. Br. (10 spp.)
      2. Trilobachne Schenck ex Henrard (1 sp.)

    5. Subtribus Rhytachninae Welker & E.A.Kellogg
      1. Vossia Wall. & Griff. (1 sp.)
      2. Oxyrhachis Pilg. (1 sp.)
      3. Rhytachne Desv. (11 spp.)
      4. Loxodera Launert (5 spp.)
      5. Urelytrum Hack. (10 spp.)

    6. Subtribus Chrysopogoninae Welker & E.A.Kellogg
      1. Chrysopogon Trin. (50 spp.)

    7. Subtribus incertae sedis
      1. Parahyparrhenia A. Camus (7 spp.)
      2. Eriochrysis P. Beauv. (11 spp.)

    8. Subtribus incertae sedis
      1. Microstegium Nees (19 spp.)
      2. Leptatherum Nees (4 spp.)
      3. Sehima Forssk. (6 spp.)
      4. Kerriochloa C. E. Hubb. (1 sp.)
      5. Pogonachne Bor (1 sp.)
      6. Elionurus Humb. & Bonpl. ex Willd. (17 spp.)

    9. Subtribus Rottboelliinae J. Presl
      1. Coix L. (4 spp.)
      2. Rottboellia L. fil. (12 spp.)
      3. Chasmopodium Stapf (2 spp.)

    10. Subtribus incertae sedis
      1. Tripidium H. Scholz (7 spp.)

    11. Subtribus Ratzeburgiinae Hook. fil.
      1. Thyrsia Stapf (1 sp.)
      2. Ratzeburgia Kunth (1 sp.)
      3. Mnesithea Kunth (24 spp.)
      4. Eremochloa Buse (13 spp.)
      5. Glyphochloa Clayton (13 spp.)
      6. Hackelochloa Kuntze (1 sp.)
      7. Phacelurus Griseb. (8 spp.)
      8. Manisuris L. (1 sp.)
      9. Hemarthria R. Br. (13 spp.)
      10. Heteropholis C. E. Hubb. (5 spp.)
      11. Thaumastochloa C. E. Hubb. (8 spp.)

    12. Subtribus Ischaeminae J. Presl
      1. Eulaliopsis Honda (2 spp.)
      2. Andropterum Stapf (1 sp.)
      3. Dimeria R. Br. (57 spp.)
      4. Ischaemum L. (92 spp.)

    13. Subtribus Apludinae Hook. fil.
      1. Polytrias Hack. (1 sp.)
      2. Homozeugos Stapf (6 spp.)
      3. Trachypogon Nees (5 spp.)
      4. Sorghastrum Nash (23 spp.)
      5. Asthenochloa Buse (1 sp.)
      6. Eulalia Kunth (31 spp.)
      7. Pseudopogonatherum A. Camus (6 spp.)
      8. Apluda L. (1 sp.)

    14. Subtribus Germainiinae Clayton
      1. Imperata Cirillo (12 spp.)
      2. Pogonatherum P. Beauv. (4 spp.)
      3. Germainia Balansa & Poitr. (8 spp.)
      4. Apocopis Nees (16 spp.)
      5. Lophopogon Hack. (3 spp.)

    15. Subtribus Sorghinae Bluff, Nees & Schauer ex Clayton & Renvoize
      1. Cleistachne Benth. (1 sp.)
      2. Sarga Ewart (9 spp.)
      3. Lasiorrhachis (Hack.) Stapf (3 spp.)
      4. Sorghum Moench (24 spp.)

    16. Subtribus Saccharinae Griseb.
      1. Pseudosorghum A. Camus (1 sp.)
      2. Saccharum L. (26 spp.)
      3. Miscanthus Andersson (19 spp.)
      4. Narenga Burkill (2 spp.)

    17. Subtribus Anthistiriinae J. Presl
      1. Jardinea Steud. (2 spp.)
      2. Heteropogon Pers. (5 spp.)
      3. Eremopogon (Hack.) Stapf (1 sp.)
      4. Cymbopogon Spreng. (59 spp.)
      5. Themeda Forssk. (33 spp.)
      6. Iseilema Andersson (27 spp.)
      7. Euclasta Franch. (2 spp.)
      8. Bothriochloa Kuntze (38 spp.)
      9. Dichanthium Willemet (23 spp.)
      10. Capillipedium Stapf (21 spp.)

    18. Subtribus Andropogoninae J. Presl
      1. Andropogon L. (123 spp.)
      2. Hyparrhenia Andersson ex E. Fourn. (59 spp.)
      3. Schizachyrium Nees (68 spp.)
      4. Diectomis P. Beauv. (2 spp.)
      5. Diheteropogon (Hack.) Stapf (4 spp.)
      6. Bhidea Stapf ex Bor (3 spp.)
      7. Anadelphia Hack. (15 spp.)
      8. Elymandra Stapf (6 spp.)
      9. Monocymbium Stapf (3 spp.)
      10. Exotheca Andersson (1 sp.)
      11. Hyperthelia Clayton (6 spp.)

    19. Subtribus unplaced Andropogoneae
      1. Agenium Nees (4 spp.)
      2. Clausospicula Lazarides (1 sp.)
      3. Lakshmia Veldkamp (1 sp.)
      4. Pseudanthistiria (Hack.) Hook. fil. (3 spp.)
      5. Pseudodichanthium Bor (1 sp.)
      6. Spathia Ewart (1 sp.)
      7. Spodiopogon Trin. (17 spp.)
      8. Triplopogon Bor (1 sp.)
      9. Veldkampia Ibaragi & Shiro Kobay. (1 sp.)
9. Subfamilia Arundinoideae Tateoka
  1. Tribus Arundineae Dumort
    1. Amphipogon R. Br. (9 spp.)
    2. Monachather Steud. (1 sp.)
    3. Dregeochloa Conert (2 spp.)
    4. Arundo L. (5 spp.)

  2. Tribus Crinipedeae Hardion
    1. Crinipes Hochst. (2 spp.)
    2. Elytrophorus P. Beauv. (2 spp.)
    3. Pratochloa Hardion (1 sp.)
    4. Styppeiochloa De Winter (3 spp.)

  3. Tribus Molinieae Jirasek
    1. Hakonechloa Makino ex Honda (1 sp.)
    2. Molinia Schrank (2 spp.)
    3. Moliniopsis Hayata (1 sp.)
    4. Phragmites Adans. (10 spp.)
    5. Subtribus Molinieae incertae sedis
      1. Leptagrostis C. E. Hubb. (1 sp.)
      2. Piptophyllum C. E. Hubb. (1 sp.)
10. Subfamilia Micrairoideae Pilg.
  1. Tribus Micraireae Pilg.
    1. Micraira F. Muell. (15 spp.)
    2. Zenkeria Trin. (5 spp.)

  2. Tribus Eriachneae (Ohwi) Eck-Borsb.
    1. Eriachne R. Br. (50 spp.)
    2. Pheidochloa S. T. Blake (2 spp.)

  3. Tribus Isachneae Benth.
    1. Coelachne R. Br. (13 spp.)
    2. Heteranthoecia Stapf (1 sp.)
    3. Hubbardia Bor (2 spp.)
    4. Isachne R. Br. (107 spp.)
    5. Limnopoa C. E. Hubb. (1 sp.)
    6. Sphaerocaryum Hook. fil. (1 sp.)
11. Subfamilia Danthonioideae Barker & H. P. Linder
  1. Tribus Danthonieae Zotov
    1. Merxmuellera Conert (7 spp.)
    2. Capeochloa H. P. Linder & N. P. Barker (3 spp.)
    3. Geochloa H. P. Linder & N. P. Barker (3 spp.)
    4. Pentameris P. Beauv. (83 spp.)
    5. Chaetobromus Nees (1 sp.)
    6. Pseudopentameris Conert (4 spp.)
    7. Schismus P. Beauv. (5 spp.)
    8. Tribolium Desv. (9 spp.)
    9. Plagiochloa Adamson & Sprague (5 spp.)
    10. Tenaxia N. P. Barker & H. P. Linder (8 spp.)
    11. Phaenanthoecium C. E. Hubb. (1 sp.)
    12. Chimaerochloa H. P. Linder (1 sp.)
    13. Rytidosperma Steud. (76 spp.)
    14. Notochloe Domin (1 sp.)
    15. Plinthanthesis Steud. (3 spp.)
    16. Chionochloa Zotov (25 spp.)
    17. Austroderia N. P. Barker & H. P. Linder (5 spp.)
    18. Cortaderia Stapf (21 spp.)
    19. Danthonia DC. (26 spp.)

  2. Tribus Danthonioideae incertae sedis
    1. Danthonidium C. E. Hubb. (1 sp.)
12. Subfamilia Chloridoideae Rouy
  1. Tribus Centropodieae P. M. Peterson, N. P. Barker & H. P. Linder
    1. Ellisochloa P. M. Peterson & N. P. Barker (2 spp.)
    2. Centropodia (R. Br.) Rchb. (4 spp.)

  2. Tribus Triraphideae Petersen
    1. Habrochloa C. E. Hubb. (1 sp.)
    2. Nematopoa C. E. Hubb. (1 sp.)
    3. Neyraudia Hook. fil. (4 spp.)
    4. Triraphis R. Br. (8 spp.)

  3. Tribus Eragrostideae Stapf
    1. Subtribus Cotteinae Reeder
      1. Cottea Kunth (1 sp.)
      2. Enneapogon Desv. ex P. Beauv. (29 spp.)
      3. Kaokochloa De Winter (1 sp.)
      4. Schmidtia Steud. (2 spp.)

    2. Subtribus Eragrostidinae J. Presl
      1. Eragrostis Wolf (433 spp.)
      2. Catalepis Stapf & Stent (1 sp.)
      3. Harpachne Hochst. (2 spp.)
      4. Pogonarthria Stapf (4 spp.)
      5. Viguierella A. Camus (1 sp.)
      6. Cladoraphis Franch. (2 spp.)
      7. Richardsiella Elffers & Kenn.-O'Byrne (1 sp.)
      8. Steirachne Ekman (2 spp.)
      9. Stiburus Stapf (1 sp.)

    3. Subtribus Unioliinae Clayton
      1. Fingerhuthia Nees ex Lehm. (2 spp.)
      2. Entoplocamia Stapf (1 sp.)
      3. Tetrachne Nees (1 sp.)
      4. Uniola L. (5 spp.)

  4. Tribus Zoysieae Benth.
    1. Subtribus Sporobolinae Benth.
      1. Psilolemma S. M. Phillips (1 sp.)
      2. Sporobolus R. Br. (226 spp.)

    2. Subtribus Zoysiinae Benth.
      1. Urochondra C. E. Hubb. (1 sp.)
      2. Zoysia Willd. (9 spp.)

  5. Tribus Cynodonteae Dumort.
    1. Subtribus Tripogoninae Stapf
      1. Desmostachya (Hook. fil.) Stapf (1 sp.)
      2. Melanocenchris Nees (3 spp.)
      3. Eragrostiella Bor (6 spp.)
      4. Tripogonella P. M. Peterson & Romasch. (3 spp.)
      5. Oropetium Trin. (6 spp.)
      6. Tripogon Roem. & Schult. (49 spp.)
      7. Indopoa Bor (1 sp.)
      8. Halopyrum Stapf (1 sp.)

    2. Subtribus Pappophorinae Dumort.
      1. Neesiochloa Pilg. (1 sp.)
      2. Pappophorum Schreb. (9 spp.)
      3. Tridens Roem. & Schult. (15 spp.)

    3. Subtribus Traginae P. M. Peterson & Columbus
      1. Polevansia De Winter (1 sp.)
      2. Pogononeura Napper (1 sp.)
      3. Willkommia Hack. ex Schinz (4 spp.)
      4. Orthacanthus P. M. Peterson & Romasch. (1 sp.)
      5. Monelytrum Hack. ex Schinz (1 sp.)
      6. Tragus Haller (7 spp.)

    4. Subtribus Hilariinae P. M. Peterson & Columbus
      1. Hilaria Kunth (10 spp.)

    5. Subtribus Muhlenbergiinae Pilg.
      1. Muhlenbergia Schreb. (180 spp.)

    6. Subtribus Sohnsiinae P. M. Peterson, Romasch. & Y. Herrera
      1. Sohnsia Airy Shaw (1 sp.)

    7. Subtribus Jouveinae P. M. Peterson, Romasch. & Y. Herrera
      1. Jouvea E. Fourn. (2 spp.)

    8. Subtribus Allolepiinae P. M. Peterson, Romasch. & Y. Herrera
      1. Allolepis Soderstr. & H. F. Decker (1 sp.)

    9. Subtribus Scleropogoninae Pilg.
      1. Scleropogon Phil. (1 sp.)
      2. Swallenia Soderstr. & H. F. Decker (1 sp.)
      3. Blepharidachne Hack. (4 spp.)
      4. Munroa Torr. (5 spp.)
      5. Dasyochloa Willd. ex Steud. (1 sp.)
      6. Erioneuron Nash (3 spp.)

    10. Subtribus Kaliniinae P. M. Peterson, Romasch. & Y. Herrera
      1. Kalinia H. L. Bell & Columbus (1 sp.)

    11. Subtribus Boutelouinae Stapf
      1. Bouteloua Lag. (58 spp.)

    12. Subtribus Monanthochloinae Pilg. ex Potztal
      1. Distichlis Raf. (11 spp.)

    13. Subtribus Dactylocteniinae P. M. Peterson, Romasch. & Y. Herrera
      1. Neobouteloua Gould (2 spp.)
      2. Brachychloa S. M. Phillips (2 spp.)
      3. Dactyloctenium Willd. (13 spp.)

    14. Subtribus Eleusininae Dumort.
      1. Acrachne Wight & Arn. ex Lindl. (4 spp.)
      2. Dinebra Jacq. (24 spp.)
      3. Coelachyrum Hochst. & Nees (4 spp.)
      4. Eleusine Gaertn. (9 spp.)
      5. Apochiton C. E. Hubb. (1 sp.)
      6. Leptochloa P. Beauv. (19 spp.)
      7. Austrochloris Lazarides (1 sp.)
      8. Astrebla F. Muell. (5 spp.)
      9. Disakisperma P. M. Peterson & N. Snow (4 spp.)
      10. Schoenefeldia Kunth (2 spp.)
      11. Afrotrichloris Chiov. (2 spp.)
      12. Enteropogon Nees (14 spp.)
      13. ×Cynochloris Clifford & Everist (0 sp.)
      14. Chloris Sw. (55 spp.)
      15. Enteropogonopsis Wipff & Shaw (2 spp.)
      16. Tetrapogon Desf. (8 spp.)
      17. Lepturus R. Br. (17 spp.)
      18. Lepturopetium Morat (2 spp.)
      19. Oxychloris Lazarides (1 sp.)
      20. Harpochloa Kunth (2 spp.)
      21. Microchloa R. Br. (4 spp.)
      22. Micrachne P. M. Peterson, Romasch. & Y. Herrera (5 spp.)
      23. Eustachys Desv. (14 spp.)
      24. Chrysochloa Swallen (4 spp.)
      25. Stapfochloa H. Scholz (8 spp.)
      26. Cynodon Rich. (26 spp.)
      27. Neostapfiella A. Camus (3 spp.)
      28. Pommereulla L. fil. (1 sp.)
      29. Rheochloa Filg., P. M. Peterson & Y. Herrera (1 sp.)

    15. Subtribus Aeluropodinae P. M. Peterson
      1. Odyssea Stapf (1 sp.)
      2. Aeluropus Trin. (8 spp.)

    16. Subtribus Orininae P. M. Peterson, Romasch. & Y. Herrera
      1. Orinus Hitchc. (7 spp.)
      2. Cleistogenes Keng (18 spp.)

    17. Subtribus Triodiinae Benth.
      1. Triodia R. Br. (84 spp.)

    18. Subtribus Orcuttiinae P. M. Peterson & Columbus
      1. Neostapfia Burtt Davy (1 sp.)
      2. Orcuttia Vasey (8 spp.)

    19. Subtribus Zaqiqahinae P. M. Peterson, Romasch. & Y. Herrera
      1. Zaqiqah P. M. Peterson & Romasch. (1 sp.)

    20. Subtribus Cteniinae P. M. Peterson, Romasch. & Y. Herrera
      1. Ctenium Panz. (20 spp.)

    21. Subtribus Trichoneurinae P. M. Peterson, Romasch. & Y. Herrera
      1. Trichoneura Andersson (9 spp.)

    22. Subtribus Farragininae P. M. Peterson, Romasch. & Y. Herrera
      1. Craspedorhachis Benth. (3 spp.)
      2. Farrago Clayton (1 sp.)

    23. Subtribus Perotidinae P. M. Peterson, Romasch. & Y. Herrera
      1. Trigonochloa P. M. Peterson & N. Snow (2 spp.)
      2. Mosdenia Stent (1 sp.)
      3. Perotis Aiton (16 spp.)

    24. Subtribus Hubbardochloinae Auquire
      1. Leptothrium Kunth (4 spp.)
      2. Tetrachaete Chiov. (1 sp.)
      3. Dignathia Stapf (5 spp.)
      4. Leptocarydion Hochst. ex Benth. & Hook. fil. (1 sp.)
      5. Bewsia Gooss. (1 sp.)
      6. Hubbardochloa Auquier (1 sp.)
      7. Lophacme Stapf (2 spp.)
      8. Decaryella A. Camus (1 sp.)
      9. Gymnopogon P. Beauv. (15 spp.)

    25. Subtribus Gouiniinae P. M. Peterson & Columbus
      1. Triplasiella P. M. Peterson & Romasch. (1 sp.)
      2. Triplasis P. Beauv. (1 sp.)
      3. Schenckochloa J. J. Ortíz (1 sp.)
      4. Tridentopsis P. M. Peterson (2 spp.)
      5. Vaseyochloa Hitchc. (1 sp.)
      6. Gouinia E. Fourn. ex Benth. & Hook. fil. (9 spp.)

    26. Subtribus Cynodonteae incertae sedis
      1. Kampochloa Clayton (1 sp.)
      2. Lepturidium Hitchc. & Ekman (1 sp.)
      3. Sclerodactylon Stapf (1 sp.)
      4. Vietnamochloa Veldkamp & Nowack (1 sp.)

  6. Tribus Chloridoideae incertae sedis
    1. Gossweilerochloa Renvoize (1 sp.)
    2. Myriostachya (Benth.) Hook. fil. (1 sp.)
    3. Pogonochloa C. E. Hubb. (1 sp.)
    4. Pseudozoysia Chiov. (1 sp.)
    5. Silentvalleya V. J. Nair, Sreek., Vajr. & Bhargavan (2 spp.)
    6. Schmidiella Veldkamp (1 sp.)